# Петров, Гавриил Александрович
Гаврии́л Алекса́ндрович Петро́в (19 марта 1901 — 16 декабря 1961) — сотрудник советских спецслужб, депутат Верховного Совета СССР. Входил в состав особой тройки НКВД СССР.

## Биография
Родился 19 марта 1901 года в Москве. Национальность — русский. Член ВКП(б) c 12.1918. Окончил 4-классное церковно-приходское училище в селе Рождество Калужской губернии в 1913 году. Работал ремонтным рабочим на Московско-Киевской железной дороге (Нарофоминский уезд) с июня 1913 года, рабочим частной мастерской и магазина в Москве с октября 1914 года, учеником слесаря и слесарем прядильной фабрики в Наро-Фоминске с мая 1915 года.
С августа 1918 года в Красной армии. Участник Гражданской войны. Был красноармейцем военных продотрядов на Украине и на Кубани, помощником военкома военного продотряда с октября 1920 и начальником сводного продотряда на Кубани с декабря 1920. Член коллегии Военного продовольственного бюро в Ейске с мая 1921 года. Член коллегии выездной сессии Кубано-Черноморского военного областного революционного трибунала с сентября 1921 года. С февраля 1922 года — рядовой 3-го стрелкового полка 4-й Смоленской стрелковой дивизии Западного фронта (Борисов).
Уполномоченный Особого отдела ГПУ 4-й стрелковой дивизии (Борисов, Минск, 01.041922–25.12.1922), сотрудник агентуры Особого отдела ГПУ Белорусской ССР (25.12.1922–07.02.1923), уполномоченный Особого отдела ГПУ Белорусской ССР (07.021923–23.08.1923), начальник отделения Особого отдела ГПУ Белорусской ССР (23.08.1923–15.01.1924); начальник специальной оперативной части пограничного отделения № 3 (местечко Заславль, БССР; 15.01.19–20.03.1924), помощник начальника по спецоперчасти 12-го и 15-го погранотрядов (Заславль, Полоцк; 20.03.1924–28.02.1927). 
Окончил Высшую пограничную школу ОГПУ СССР в 1928 году. Помощник начальника 16-го погранотряда по спецоперчасти (мест. Койданово, БССР; 24.03.1928–11.06.1929), начальник 16-го погранотряда (11.06.1929–20.05.1933), помощник начальника Управления пограничной охраны (УПО) и пограничных войск Полномочного представительства ОГПУ по Западно-Сибирскому краю (20.05.1933–01.04.1934), начальник оперативного отдела УПО и пограничных войск там же (01.04.1934–16.03.1937.
Начальник отдела пограничных и внутренних войск НКВД Армянской ССР (16.03.1937–04.02.1938). Этот и последующие периоды службы отмечены вхождением Г. А. Петрова в состав особой тройки, созданной по приказу НКВД СССР от 30.07.1937 № 00447 и активным участием в сталинских репрессиях. Начальник оперативного отдела Главного управления пограничных и внутренних войск (ГУПВВ) НКВД СССР (04.02.1938–26.03.1939), заместитель начальника штаба ГУПВ НКВД СССР (26.03.1039–16.05.1939), начальник 5-го отдела и помощник начальника ГУПВ НКВД СССР (16.05.1939–19.04.1940); начальник 1-го управления и заместитель начальника ГУПВ НКВД СССР (19.04.1940–11.03.1941); начальник 1-го управления ГУПВ НКВД–МВД–МГБ СССР (11.03.1941–09.01.1951). 
Одновременно с этой должностью в годы Великой Отечественной войны был начальником штаба истребительных батальонов НКВД СССР (31.07.1941–04.05.1943), начальником Малоярославецкого сектора Московской зоны обороны (с 13.10.1941 по декабрь 1941 года), начальником штаба охраны Московской зоны обороны (13.10.1941–10.05.1942). Участвовал в выселении карачаевцев, калмыков, чеченцев и ингушей с территория Северного Кавказа и Калмыкии в 1943-1944 годах, за что был награждён орденом Кутузова 2-й степени. В 1945 году участвовал в организации проведения и охране Ялтинской конференции, за что был награждён орденом Кутузова 1-й степени.
В 1947 году окончил вечернее отделение Военной академии имени М. В. Фрунзе. Ещё раз участвовал в депортациях, будучи уполномоченным МВД СССР по депортации «кулаков с семьями и семей бандитов и националистов» из Эстонской ССР в 1949 году. В 1951 году переведён из МВД СССР в МГБ СССР, где проходил службу заместителем начальника Главного управления пограничных войск (ГУПВ) МГБ СССР (09.01.1951–11.05.1951), начальника штаба и 1-го заместителя начальника ГУПВ МГБ СССР (11.05.1951–март 1953). После расформирования МГБ после смерти И. В. Сталина пограничные войска были возвращены в МВД и там Петров служил на той же должности до 25 ноября 1953 года. Во время начавшейся «хрущёвской чистки» спецслужб был снят с должности, находился в распоряжении управления кадров МВД СССР. 13 февраля 1954 годы уволен на пенсию.
Депутат Верховного Совета СССР 1-го созыва (1937—1946).
Умер в 16 декабря 1961 года в Москве.

## Награды
- 2 ордена Ленина (21.02.1945, 14.02.1951)
- 5 орденов Красного Знамени (14.02.1941, 14.04.1943, 03.11.1944[3], 16.09.1945, 24.11.1950)
- орден Кутузова 1-й степени (24.02.1945)
- орден Кутузова 2-й степени (08.03.1944)
- орден Отечественной войны 1-й степени (03.12.1944)
- орден Красной Звезды (14.02.1936)
- орден Трудового Красного Знамени БССР
- 8 медалей
- знак «Почётный работник ВЧК-ГПУ (XV)» (17.09.1933)[4].

## Воинские звания
- полковник (23.12.1935)
- комбриг (17.03.1938)
- комдив (29.04.1940)
- генерал-майор (14.02.1941)
- генерал-лейтенант (24.02.1945)